# Federació d'Associacions de Gent Gran de Catalunya
Federació d'Associacions de Gent Gran de Catalunya, Fatec (antigament Federació d'Associacions de la Tercera Edat de Catalunya) és una entitat sense ànim de lucre creada el 1982 i reconeguda d'utilitat pública, que agrupa les associacions de persones grans de Catalunya, tant llars i casals com també associacions especialitzades d'altres tipus, sempre que estiguin integrades per persones grans. Hi ha més de 600 associacions federades que representen més de 400.000 persones grans de tota Catalunya. El 1999 va rebre la Creu de Sant Jordi.

## Activitats
Promou activitats i accions a favor de la promoció de les persones grans a la nostra societat. Promou mecanismes per a facilitar la integració i participació social de la gent gran. Representa el col·lectiu de la gent gran catalana davant els poders públics, des de nivell municipal fins a nivell internacional. Desenvolupa xerrades de formació i prevenció, esports per a la gent gran i en general totes aquelles accions que fomenten l'envelliment actiu.
El president actual de la FATEC, escollit a l'Assemblea General Ordinària de 2016, és Josep Carné i Teixidó.

## Presència institucional
La FATEC té presència en diversos organismes nacionals i internacionals:
- Taula del 3r. Sector Social
- Fòrum d'Entitats usuàries del CAC (Consell Audiovisual de Catalunya)
- Consell Assessor de les persones grans de Catalunya
- Consell Assessor de les persones grans de l'Ajuntament de BCN
- Consejo Estatal de Personas Mayores del Ministerio de Sanidad, Servicios Sociales e Igualdad
- Membres de ple dret d'AGE Platform Europe a Brussel·les
- Consell de participació del Pla Interdepartamental d'Atenció Social i Sanitària (PIAISS)
- Equip de treball del PAAS (Bases per a la Promoció de l'Envelliment Actiu i Saludable)
- Participació en el Pla de Salut
- Activitats conjuntes amb el Consell Nacional de la Joventut de Catalunya
- Relació amb el Consell de Joves de Barcelona
- Treballs conjunts amb la Xarxa Associativa de Catalunya
- Membres de FOCIR (Federació d'Organitzacions Catalanes Internacionalment Reconegudes)
- Socis de FIAPA (Federació Internacional d'Associacions de Persones Grans)